# ريتشارد جرانت
ريتشارد جرانت (بالإنجليزية: Richard E. Grant)‏ مواليد 5 مايو 1957 في مبابان، سوازيلاند، هو ممثل بريطاني بدأ مسيرته الفنية عام 1987. درس في جامعة كيب تاون.

## الأعمال

### أفلام
| السنة | العنوان            | الدور         |
| ----- | ------------------ | ------------- |
| 1993  | عصر البراءة        |               |
| 1995  | بوكاهونتاس         |               |
| 1999  | ترنيمة عيد الميلاد |               |
| 2005  | جثة العروس         |               |
| 2025  | موت وحيد القرن     | أوديل ليوبولد |

## وصلات خارجية
- ريتشارد جرانت على موقع IMDb (الإنجليزية)
- ريتشارد جرانت على موقع ألو سيني (الفرنسية)
- ريتشارد جرانت على موقع ميوزك برينز (الإنجليزية)
- ريتشارد جرانت على موقع أول موفي (الإنجليزية)
- ريتشارد جرانت على موقع قاعدة بيانات الأفلام السويدية (السويدية)
- ريتشارد جرانت على موقع إن إن دي بي (الإنجليزية)
- ريتشارد جرانت على موقع قاعدة بيانات الفيلم (الإنجليزية)
- ريتشارد جرانت على موقع كينوبويسك (الروسية)
- الموقع الإلكتروني